# Rönnskär (vid Kistskär, västra Korpo)
Rönnskär är en ö i Finland. Den ligger i Skärgårdshavet och i kommunen Pargas i landskapet Egentliga Finland, i den sydvästra delen av landet. Ön ligger omkring 76 kilometer sydväst om Åbo och omkring 200 kilometer väster om Helsingfors.
Öns area är 7,1 hektar och dess största längd är 0,5 kilometer i nord-sydlig riktning.